# Paarsgestreepte zeepok
De paarsgestreepte zeepok (Amphibalanus amphitrite) is een zeepokkensoort uit de familie van de Balanidae. De wetenschappelijke naam van de soort is, als Balanus amphitrite, voor het eerst geldig gepubliceerd in 1854 door Darwin.

## Beschrijving
De paarsgestreepte zeepok is een middelgrote, kegelvormige, zittend zeepoksoort met kenmerkende smalle verticale paarse of bruine strepen. Het oppervlak van de schelp heeft verticale ribbels. Het heeft een ruitvormig operculum beschermd door een beweegbaar deksel gevormd uit twee driehoekige platen. Het groeit tot ongeveer twintig millimeter in diameter.

## Verspreiding
Het is onzeker waar de paarsgestreepte zeepok vandaan komt, maar het kan de Indische Oceaan of de zuidwestelijke Stille Oceaan zijn geweest, aangezien in deze regio's fossielen van de soort zijn gevonden. Het heeft zich nu verspreid naar de meeste warme en gematigde zeeën van de wereld.